# Ignacio Garriga
Ignacio Garriga Vaz de Concicao, né le 4 février 1987 à Sant Cugat del Vallès, est un dentiste et homme politique espagnol, membre de Vox. Il est député aux Cortes Generales de 2019 à 2021.

## Biographie
Il est le second fils de Rafael Garriga Kuijpers (aux ancêtres espagnols et belges) et de Clotilde Vaz de Concicao Morlay (née en Guinée équatoriale, alors colonie espagnole), et père d’une famille nombreuse. Il a exercé comme professeur à la faculté d'odontologie de l’université internationale de Catalogne.
Lors des élections générales anticipées du 28 avril 2019, il est élu député au Congrès pour la XIIIe législature dans la circonscription de Barcelone. Il est réélu lors des élections générales anticipées du 10 novembre 2019 pour la XIVe législature.
Il est le chef de file du parti Vox aux élections de 2021 en Catalogne. Il fait principalement campagne sur le thème de la lutte contre les indépendantistes, proposant même d’interdire les partis politiques indépendantistes et d’incarcérer leurs dirigeants. Ces élections sont un succès pour la formation d’extrême droite qui, avec plus de 7 % des voix, prend la quatrième place.